# Estrella Navarro
Estrella Navarro-Holm (La Paz, Baja California Sur; 20 de noviembre de 1992) es una bióloga marina, modelo y apneísta mexicana con récord nacional. Es la primera mujer latinoamericana en ganar una medalla de buceo libre por contener una sola respiración durante más de seis minutos.

## Primeros años y educación
Navarro nació en La Paz, Baja California Sur, México. Su padre, un entrenador de natación, le enseñó a nadar a una edad temprana. Navarro comenzó a modelar cuando tenía quince años de edad y quedó sexta en Nuestra Belleza México en 2008.
Obtuvo una licenciatura en biología marina, con especialización en biología y ecología de tiburones, de la Universidad Autónoma de Baja California Sur. Su trabajo de titulación consistió en una investigación sobre un método forense para identificar el tiburón ballena y combatir su pesca ilícita. Eventualmente realizó su disertación sobre el tema en la Segunda Conferencia Internacional del Tiburón Ballena.

## Trayectoria
Navarro fue descubierta y entrenada inicialmente por el instructor de apnea Aharon Solomons. Tres meses después de comenzar a aprender las técnicas de respiración y compensación de oídos necesarias para el buceo libre, rompió un récord nacional mexicano. En 2010, Navarro comenzó a entrenar con el italiano Andrea Zuccari. Por lo general, Navarro es capaz de contener la respiración durante varios minutos y se sumerge regularmente a más de 55 metros. También participa en los esfuerzos de conservación al aparecer en documentales y otros medios. Tiene un empleo alternativo como modelo subacuática y de moda.
En 2013 realizó una publicación en la revista Oryx, de la Universidad de Cambridge, cuyo tema versa sobre la industria turística y pesquera del tiburón en el mundo, con el propósito de fomentar la conservación de la especie.
En 2015 Navarro fundó y organizó la competencia de apnea Big Blue en su estado natal. Es la primera competencia internacional de apnea en Baja California Sur y promueve la Conservación marina. El evento tiene lugar en las aguas de la Isla Espíritu Santo. Su organización se llevó a cabo en cooperación con AIDA México y el fabricante de equipos de buceo Cressi. Entre los asistentes estuvieron Alexey Molchanov, Natalia Molchanova y Carlos Coste.
En 2021 realizó colaboraciones con el programa México Azul, específicamente para la conservación de los tiburones en Cabo San Lucas.

## Récords
Navarro ha ganado dos medallas internacionales de apnea. Es la primera mujer de México en ganar una medalla en los Campeonatos Mundiales de Profundidad Individual AIDA, que son los campeonatos mundiales de buceo libre. Ganó la medalla de bronce en la categoría de peso constante sin aletas (CNF, por sus siglas en inglés) contra otros 150 clavadistas.
Navarro ha batido récords nacionales de buceo libre para México durante más de veinticinco ocasiones. En la Copa del Caribe de 2015 en Roatán, Honduras, rompió tres récords de clavados para México.
En 2017, Navarro se sumergió a una profundidad de 75 metros en Sharm el-Sheij, Egipto, en las categorías de inmersión libre (FIM) y aletas de peso constante (CWT). El logro fue validado por AIDA International en el Freediving World Apnea Center. Hizo la inmersión con una sola aleta grande llamada Monoaleta.
En 2019, Navarro rompió otro récord para México al bucear 60 metros con bi-aletas como parte de la competencia México en Buceo Libre en aguas de Bacalar, Quintana Roo.

## Publicaciones
- Cisneros-Montemayor, A., Barnes-Mauthe, M., Al-Abdulrazzak, D., Navarro-Holm, E., & Sumaila, U. (2013). Global economic value of shark ecotourism: Implications for conservation. Oryx, 47(3), 381–388. doi: 10.1017/S0030605312001718